# No More Babylon
No More Babylon est un groupe de reggae et de dub français originaire de Toulon (Var).

## Historique
Amis depuis l'enfance, Kiko (chant), Gui (batterie), Lucky (basse), Dju (claviers), Alex (guitare), Mr. T (percussion) et Wall (son) créent le groupe No More Babylon en 1994.
Se faisant un nom sur la scène reggae varoise, le groupe joue en première partie d'artistes de renoms tels que Alpha Blondy, Jimmy Cliff, Yellowman ou U Roy.
En 2000, No More Babylon sort son premier album studio, Stand The Pressure, en autoproduction.
Le deuxième album studio du groupe, Vampayah - Ina showcase style, sort en 2003, toujours en autoproduction. L'album se présente dans le style showcase, c'est-à-dire que chaque chanson est suivie de sa version dub.
En 2004, bien installé dans le paysage reggae français à la suite de ses deux premiers albums, No More Babylon accompagne en tournée européenne l'artiste jamaïcain Earl 16 en qualité de backing band. De cette collaboration naît l'album live Earl 16 - Mash Up the Dance / Live with No More Babylon, qui sort l'année suivante.
En 2005, Ken Boothe, légende du early reggae, fait appel au groupe pour l'accompagner sur sa tournée européenne. L'album live Ken Boothe - Live in Paris (enregistré au Cabaret Sauvage) sort en 2006.
Le dernier album en date de No More Babylon, Roots Meeting, sort en 2008. Plusieurs artistes sont invités sur cet opus dont Ken Boothe, Earl 16 ou encore U Brown.
La même année, le groupe gagne le tremplin musical organisé par le Rototom Sunsplash et se produit sur la scène de ce prestigieux festival.
Pendant l'été 2011, le groupe accompagne le chanteur jamaïcain Bushman sur sa tournée européenne et se produit en France, en Belgique, en Espagne et aux Pays-Bas.

## Discographie

### Albums studio
- 2000 : Stand The Pressure (autoproduction)
- 2003 : Vampayah - Ina showcase style (autoproduction)
- 2008 : Roots Meeting (ALF Music - Socadisc)

### Albums live (en backing band)
- 2005 : Earl Sixteen - Mash Up the Dance / Live with No More Babylon (autoproduction)
- 2006 : Ken Boothe - Live in Paris (DIK Sud - A la folie - Sony BMG)

### Singles / Maxis
- 2004 : Dracula (autoproduction)
- 2008 : Youthman Riddim - avec U Brown (Echowise)

## Anecdotes
- Leur premier album Stand The Pressure contient une chanson cachée, Fayah.
- Bien qu'étant un groupe français, No More Babylon n'a enregistré des chansons francophones que sur l'album Vampayah.